# 真黃經
真黃經，在太空動力學中是天體在軌道傾角為0的軌道上真實位置的黃經值。與傾斜的升交點黃經結合，真黃經可以告訴我們在軌道上環繞中心物體運動天體的真實位置。

## 計算
真黃經{\displaystyle l}可以由下式求得：
{\displaystyle l={\bar {\omega }}+v\,}
此處：
- {\displaystyle {\bar {\omega }}\,}是軌道的近心點經度，
- {\displaystyle v\,}是軌道的真近點角。